# Фюн

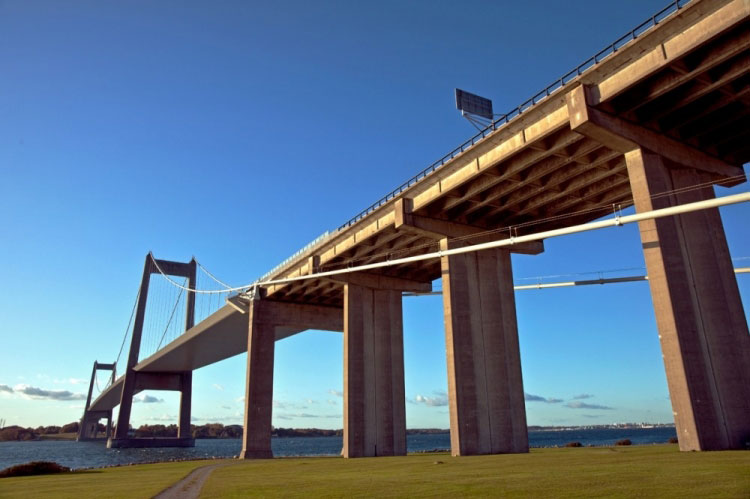
Мост на полуостров Ютландия

Фюн (дат. Fyn) — остров, третий по площади после Зеландии и Венсюссель-Ти в составе Дании. Площадь — 2984,56 км². Население — около 453 700 человек (2009). Главный город — Оденсе.

## География

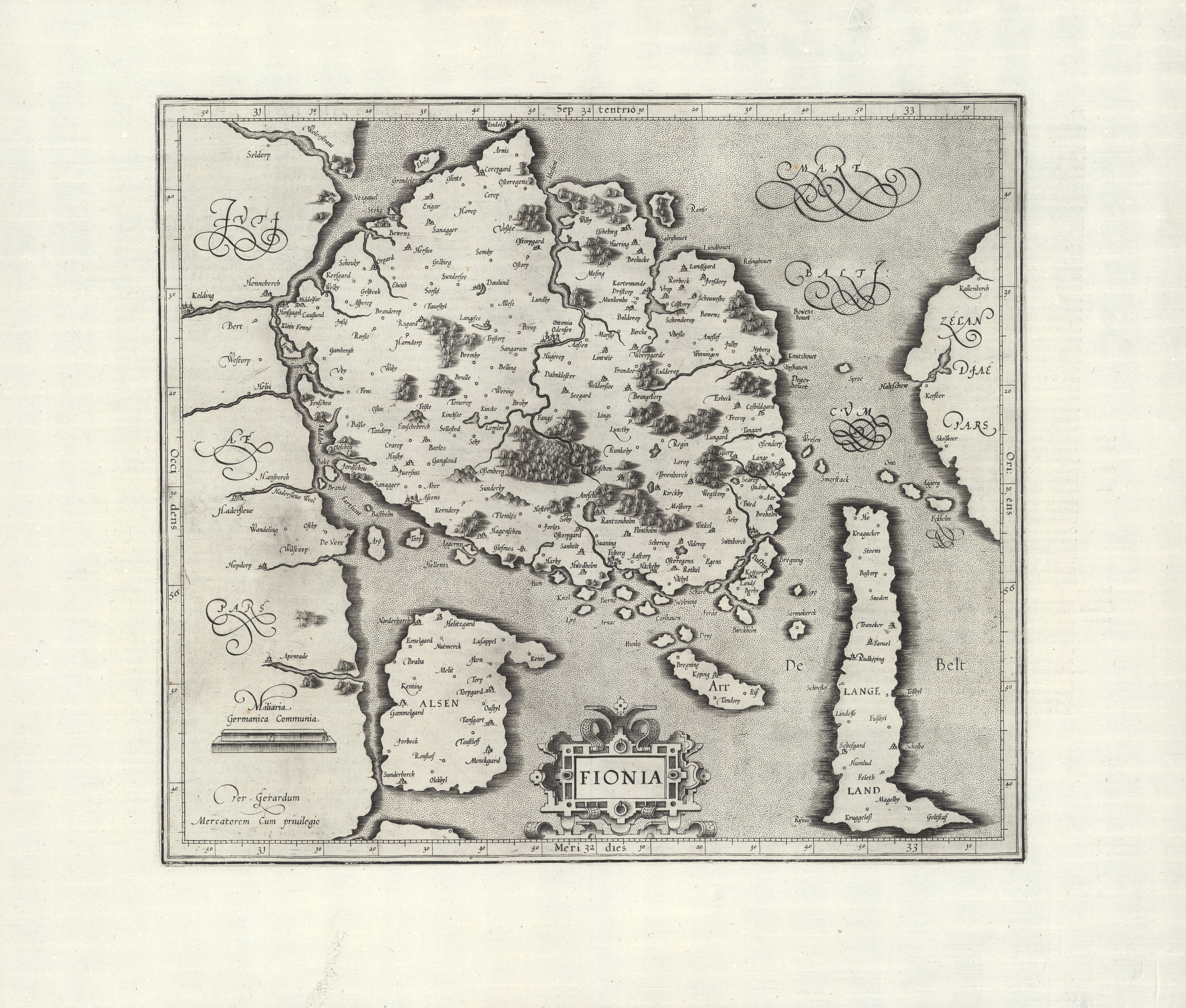
Карта острова Фюн, 1607 г.

Берега низкие. Рельеф — моренная равнина с холмами высотой до 131 м (самая высокая точка Frøbjerg Bavnehøj).
Остров соединён двумя мостами через пролив Малый Бельт с полуостровом Ютландия. Первый мост Малый Бельт построен в 1930-х годах как автомобильный и железнодорожный. Второй, построенный в 1970-х годах, строился только для автомобилей. Через пролив Большой Бельт остров Фюн соединён мостом с островом Зеландия. В действительности это два последовательных моста, между которыми расположен небольшой остров Спрогё в центре пролива.
На острове находится судостроительная верфь. Исторически она располагалась в городе Оденсе, но в конце 1950-х годов более крупная и современная верфь была построена в Мюнкебо. Верфь в Оденсе планируют закрыть к 2012 году[обновить данные].
Из-за так называемого эффекта основателя на острове часты случаи заболевания болезнью Рандю-Ослера.

## Города и общины
Города на острове и численность их населения (на 2021 год):
- Оденсе: 180 769 чел.
- Свеннборг: 27 054 чел.
- Нюборг: 17 415 чел.
- Миддельфарт: 15 986 чел.
- Фоборг: 6966 чел.
- Ассенс: 6060 чел.
- Кертеминне: 6008 чел.
- Ринге: 6244 чел.
- Оттеруп: 5227 чел.
- Богенс: 3976 чел.

На острове находятся коммуны:
- Ассенс
- Кертеминне
- Миддельфарт
- Норфюнс
- Нюборг
- Оденсе
- Свеннборг
- Фоборг-Миттфюн

## Известные островитяне
- Андерсен, Ханс Кристиан — писатель;
- Виллемос, Петер — морской офицер.
- Карл Нильсен — композитор.
- Иоганн Йоргенсен — писатель.
- Фабер, Фредерик — орнитолог
- Юль, Енс — художник

## Археология
В деревне Хоре (Håre) археологи перед строительством на западе острова газопровода «Балтийская труба» между Польшей и Данией нашли церемониальный меч бронзового века весом 1,3 кг, изготовленный около 3000 л. н., а также деревянные детали рукояти. Детали из дерева и рога, обмотка рукояти из липового луба будут использованы для радиоуглеродного датирования.